# Ernst Heller (Mediziner)
Ernst Heller (* 6. November 1877 in  Eichenwalde, Landkreis Naugard, Pommern; † 2. November 1964 in Leipzig) war ein deutscher Chirurg und Hochschullehrer.

## Leben
Als Sohn eines Gutsbesitzers studierte Heller vorklinische Medizin an der Friedrich-Wilhelms-Universität Berlin und der Ludwig-Maximilians-Universität München. Nach dem Physikum (1898) wechselte er an die Universität Leipzig. Dort lernte er Ferdinand Sauerbruch kennen, mit dem ihn hinfort eine lebenslange Freundschaft verband. Er wurde 1901 approbiert und 1902 zum Dr. med. promoviert. Zwei Jahre war er bei Paul Leopold Friedrich in der chirurgischen Poliklinik. 1903 ging er mit ihm an die  Königliche Universität zu Greifswald, wohin auch Sauerbruch kam.
Nachdem Friedrich dem Ruf der Philipps-Universität Marburg gefolgt und Erwin Payr sein Nachfolger geworden war, blieb Heller in Greifswald.  Bei ihm habilitierte er sich am 28. Juli 1908. Mit seinem Chef ging Heller 1910 als Erster Oberarzt an die Albertus-Universität Königsberg und 1911 – noch als Privatdozent – nach Leipzig. Er trieb die Thoraxchirurgie voran und modifizierte die Gastrotomie um eine zusätzliche Inzision der Hinterwand und Dilatation (1913). Nachdem er 1912 die Venia legendi und 1914 ein nichtplanmäßiges Extraordinariat erhalten hatte, nahm er als Sanitätsoffizier am ganzen Ersten Weltkrieg teil. Zum 1. Januar 1920 übernahm er als Chefarzt die Chirurgie im Klinikum St. Georg Leipzig.
In der Nachkriegszeit in Deutschland betraute Hans-Georg Gadamer den 70-jährigen Heller am 18. März 1947 mit der kommissarischen Leitung der chirurgischen Universitätsklinik – der größten in Deutschland. Die St.-Georg-Klinik leitete er weiterhin. In Würdigung seiner enormen Verdienste wurde er am 27. Mai 1949 noch zum Ordinarius und Klinikdirektor ernannt. Am 31. Juli 1950, im 73. Lebensjahr, wurde er emeritiert. Auf dem Lehrstuhl folgte ihm 1950/52 Herbert Uebermuth, im St. Georg Franz Mörl.
Die 1928 mit Carmen Scheuch geschlossene Ehe blieb kinderlos. Heller starb vier Tage vor seinem 87. Geburtstag.

## Mitgliedschaften
- Nationalsozialistische Volkswohlfahrt (seit 1938)
- Nationalsozialistischer Lehrerbund (bis 1940)
- Nationalsozialistischer Deutscher Dozentenbund (bis 1943)

## Ehrungen
- Nationalpreis der DDR (1953)
- Ehrendoktor der Universität Greifswald (1956)
- Ehrendoktor der Universität Leipzig (1957)
- Ehrenmitglied der Deutschen Gesellschaft für Chirurgie (1957)
- Ehrenmitglied der Sektion Chirurgie der Deutschen Gesellschaft für Klinische Medizin